# رودیاسین
رودیاسین (به انگلیسی: Rodiasine) با فرمول شیمیایی C38H42N2O6 یک ترکیب شیمیایی با شناسه پاب‌کم 442345 است. که جرم مولی آن ۶۲۲٫۷۵ گرم بر مول می‌باشد. 